# 1830 في الجزائر
الأحداث من عام 1830 في الجزائر.

## الأحداث
- جوان - إنزال سيدي فرج
- 19 جوان - معركة سطاوالي.[1]
- 5 جويلية - فرنسا تغزو الجزائر.[2]
- 5 جويلية - معاهدة دي بورمن.
- 23 جويلية - مبايعة محمد بن زعموم.
- من 22 إلى 24 جويلية - معركة البليدة الأولى [الإنجليزية][3]
- 17 نوفمبر - معركة البليدة الثانية [الإنجليزية]

## المواليد
- لالة فاطمة نسومر - من أبرز وجوه المقاومة الشعبية الجزائرية في بدايات الغزو الفرنسي للجزائر.